# Internazionali BNL d’Italia 2023

Die Internazionali BNL d’Italia 2023 waren ein Tennisturnier der WTA Tour 2023 für Damen und ein Tennisturnier der ATP Tour 2023 für Herren in Rom und fanden zeitgleich vom 10. bis 21. Mai 2023 statt.

## Herrenturnier
→ Hauptartikel: Internazionali BNL d’Italia 2023/Herren
→ Qualifikation: Internazionali BNL d’Italia 2023/Herren/Qualifikation

## Damenturnier
→ Hauptartikel: Internazionali BNL d’Italia 2023/Damen
→ Qualifikation: Internazionali BNL d’Italia 2023/Damen/Qualifikation